# Sapucaí-Mirim
Sapucaí-Mirim är en kommun i Brasilien.   Den ligger i delstaten Minas Gerais, i den sydöstra delen av landet, 800 km söder om huvudstaden Brasília. Antalet invånare är 6 241.
I omgivningarna runt Sapucaí-Mirim växer huvudsakligen savannskog. Runt Sapucaí-Mirim är det ganska tätbefolkat, med 52 invånare per kvadratkilometer.